# Bitwa o wyspę Okinawa

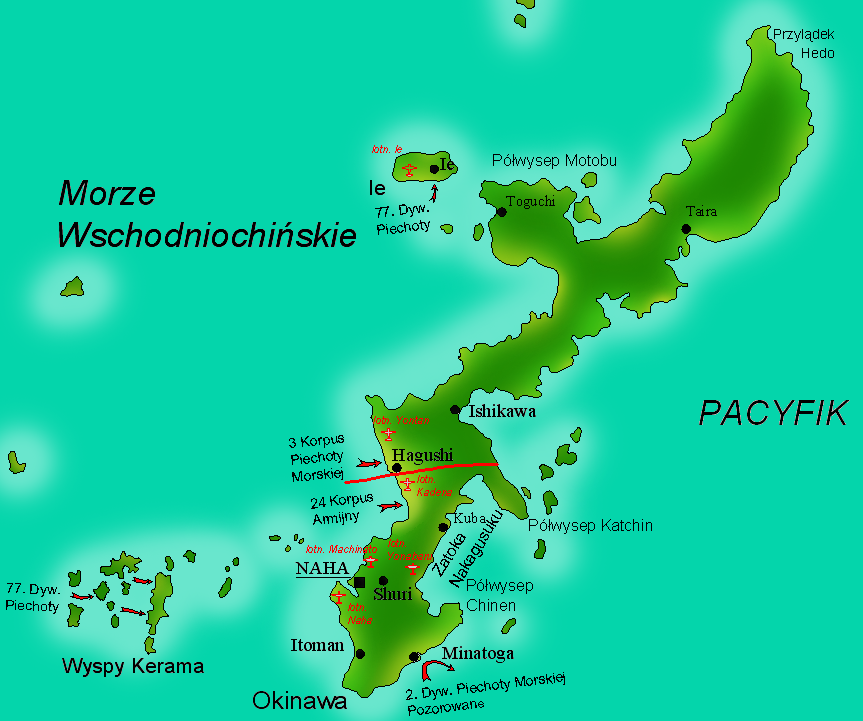
Inwazja Okinawy

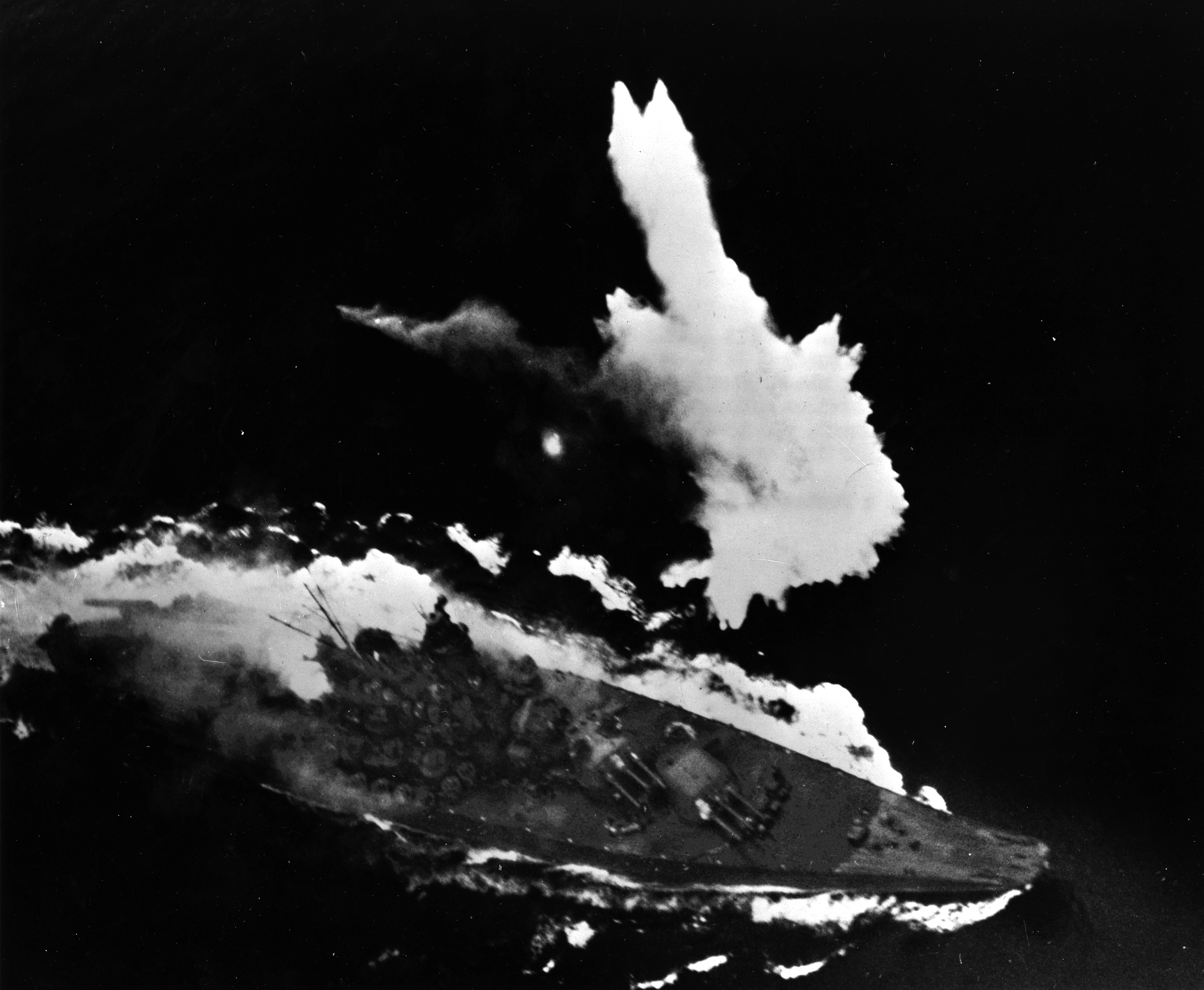
Bombardowanie pancernika Yamato

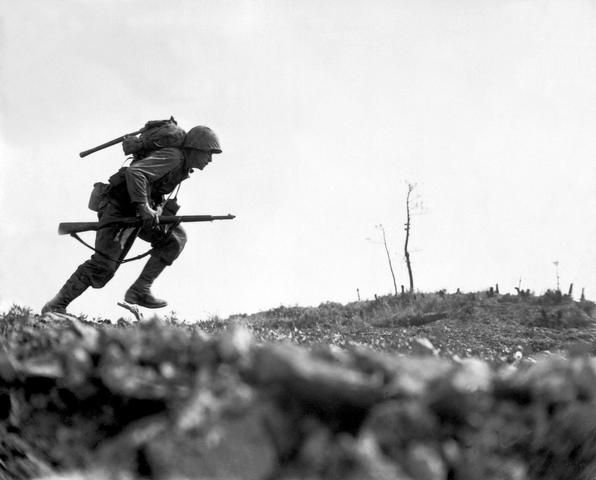
Szeregowiec Paul E. Ison z 1. Dywizji Marines biegnie przez Dolinę Śmierci na Okinawie, 10 maja 1945 roku

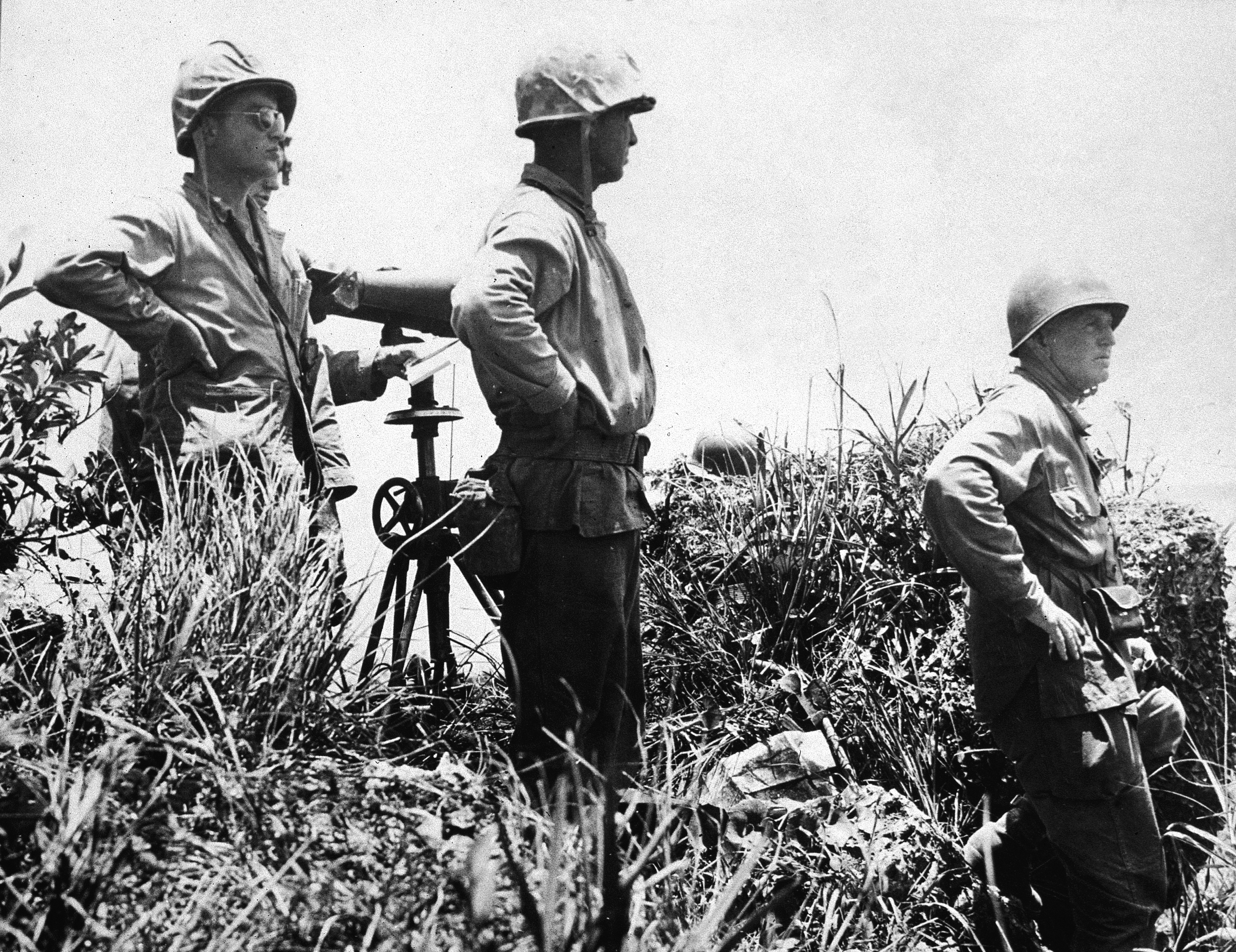
Ostatnie zdjęcie gen. Bucknera (P) przed śmiercią

Bitwa o wyspę Okinawa – ostatnia bitwa na dużą skalę w wojnie na Pacyfiku, przeprowadzona w ramach desantowej operacji Iceberg amerykańskich sił zbrojnych, mającej na celu opanowanie japońskiej wyspy Okinawa w archipelagu Riukiu. Rozpoczęta 1 kwietnia 1945 roku, została zakończona 21 czerwca zwycięstwem wojsk amerykańskich. Nazywana także operacją okinawską ze względu na znaczenie i ogrom zaangażowanych sił.

## Przygotowania do bitwy

### Strona japońska
W miarę postępów ofensywy amerykańskiej na Pacyfiku przeciw wojskom japońskim, dowództwo japońskie przygotowało plan obrony wyspy już w połowie 1944 roku. Zakładał on użycie formowanej na Okinawie 32 Armii japońskiej w składzie 24. i 62 Dywizja Piechoty, 44 Brygada Piechoty, grupy artylerii i 27 Pułk Pancerny. Całość dowodzona była przez gen. Mitsuru Ushijimę. Działania obronne 32 Armii wspomagane były przez flotę i lotnictwo, a w szczególności marynarzy samobójców i pilotów kamikaze. Przewidywano kierunki natarcia wojsk inwazyjnych i metody obrony, polegające głównie na rozlokowaniu wojsk w szeregu umocnionych linii obronnych, położonych w trudno dostępnych rejonach w południowej części wyspy. Pozycje te miały dodatkowo być osłaniane ogniem artylerii i ciężkich karabinów maszynowych oraz wspierane jednostkami pancernymi. Łączne siły japońskie zgromadzone na wyspie wynosiły 80 tys. żołnierzy, 130 czołgów, 250 samolotów, 400 samobójczych łodzi motorowych oraz około 750 dział i moździerzy.

### Strona amerykańska
Do ataku na wyspę przewidziane zostały bardzo duże siły w postaci X Armii Stanów Zjednoczonych pod dowództwem gen. por. Simona Bucknera. W skład X Armii wchodziły: XXIV Korpus Armijny (7. 27., 77. i 96 Dywizja Piechoty) oraz III Korpus Marines (1., 2. i 6 Dywizja Marines), a także 301. skrzydło lotnictwa myśliwskiego, 7. skrzydło lotnictwa bombowego i 2. skrzydło lotnictwa marines. W ataku na wyspę wzięło udział 184 tys. żołnierzy przy ogólnym zaangażowaniu 548 tys., 18 pancerników, 4 lotniskowców, 32 krążowników, 200 niszczycieli, blisko 2000 samolotów, około 1700 czołgów i transporterów opancerzonych oraz około 1300 dział i moździerzy. Począwszy od października 1944 roku Amerykanie prowadzili działania rozpoznawczo-zaczepne przeciwko garnizonowi na wyspie w postaci nalotów i ostrzału artyleryjskiego z okrętów.

## Bitwa

### Inwazja i postępy na północy
W dniach 26–29 marca 77 Dywizja Piechoty zajęła wyspy Kerama, ok. 30 km na zachód od Okinawy. 24–31 marca przygotowano podejścia do ataku na wyspę poprzez oczyszczenie z min morskich oraz ostrzał artyleryjski pozycji na wyspie.
1 kwietnia nastąpiła główna operacja desantowa (L-Day) XXIV Korpusu i III Korpusu Amfibijnego na plażach Hagushi na zachodnich wybrzeżach Okinawy, podczas gdy 2 Dywizja Marines pozorowała przygotowanie do lądowania na plażach Minatoga na południowo-zachodnim wybrzeżu wyspy w celu wprowadzenia Japończyków w błąd i zatrzymania ich sił w rejonie oraz zapobieżenia kontratakom w miejscu właściwego lądowania.
10. Armia zajęła środkową część wyspy z niespodziewaną łatwością, zajmując bazy lotnicze w Kadena i Yomitan. Wobec słabego oporu gen. Buckner podjął decyzję o wszczęciu drugiej fazy operacji i zajęciu północnej części wyspy. W tej sytuacji 6 Dywizja Marines skierowała się w stronę przesmyku Ishikawa. Teren był górzysty i zalesiony, ale Japończycy skoncentrowali swoje siły w paśmie skalistych wzgórz Yae, u nasady półwyspu Motobu. Ciężkie walki o opanowanie półwyspu trwały do 18 kwietnia. Straty 6 Dywizji Marines wyniosły 213 zabitych i 757 rannych.
Tymczasem, 16 kwietnia, 77 Dywizja Piechoty dokonała lądowania na Ie-jima (Ie Shima), niewielkiej wysepce w pobliżu zachodniego cypla półwyspu. Żołnierze doświadczyli tu ataków kamikaze, a nawet oporu miejscowych kobiet uzbrojonych w dzidy. Walki były tak ciężkie, że opanowywanie wysepki trwało do 21 kwietnia. Ie-jima została wkrótce przekształcona w bazę lotniczą dla operacji bombowych przeciw Japonii.
W dniu 13 kwietnia Amerykanie zajęli najdalej na północ wysunięty kraniec wyspy – przylądek Hedo.

### Operacja Ten-gō
W dniu 6 kwietnia z bazy Tokuyama na wyspie Honsiu wypłynął zespół okrętów japońskich pod dowództwem wiceadmirała Sei'ichi Itō w celu odciążenia Okinawy w ramach operacji Ten-gō w składzie: pancernik „Yamato”, lekki krążownik „Yahagi” i 8 niszczycieli: „Asashimo”, „Fuyutsuki”, „Hamakaze”, „Hatsushimo”, „Isokaze”, „Kasumi”, „Suzutsuki”, „Yukikaze”. Wieczorem tego samego dnia zespół został wykryty przez amerykańskie okręty podwodne.
Następnego dnia rano lotnictwo amerykańskie rozpoczęło poszukiwanie japońskiej eskadry, zakończone jej szybkim wykryciem. W południe, w odległości około 450 km od Okinawy dokonany został zmasowany atak lotniczy 227 samolotów z 58. zespołu operacyjnego lotniskowców. Atak ten zakończył się istotnym uszkodzeniem pancernika i krążownika oraz zatopieniem niszczycieli „Asashimo” i „Hamakaze”. Przed godziną 14:00 nastąpił drugi atak około 150 samolotów trwający niespełna godzinę i zakończony zatopieniem pancernika „Yamato” i krążownika „Yahagi” oraz dwóch kolejnych niszczycieli „Isokaze” i „Kasumi”. Po stronie amerykańskiej odnotowano stratę 10 samolotów z załogami.

### Opanowanie południowej części wyspy
Natarcie XXIV Korpusu w kierunku południowym odbywało się w wolniejszym tempie, ale także i tam 7. i 96 Dywizja Piechoty osiągnęły wymierny postęp. Opór zaczął narastać, gdy Amerykanie dotarli do ufortyfikowanych pozycji wzdłuż pasma wzgórz zwanych przez żołnierzy Cactus Ridge, około 8 km na północny zachód od głównych pozycji obronnych, tzw. Linii Shuri. Do 8 kwietnia XXIV Korpus zdołał zdobyć tę i kilka równie silnie obsadzonych pozycji, tracąc ponad 1500 zabitych i rannych. Japońskie straty były trzykrotnie wyższe, a był to dopiero początek zmagań.
Następnym celem amerykańskiego natarcia było pasmo Kakazu, dwa wzgórza połączone szerokim siodłem, stanowiące część czołowych pozycji Linii Shuri. Japończycy dobrze przygotowali pozycję i bronili jej zażarcie. Ukryci w licznych, ufortyfikowanych jaskiniach z dobrze zamaskowanymi gniazdami karabinów maszynowych, walczyli do końca; siły amerykańskie traciły wielu ludzi, zanim zdołały oczyścić kolejne jaskinie i inne zamaskowane pozycje. Japończycy, pod groźbą użycia broni, wykorzystywali miejscową ludność do dostarczania wody i zaopatrzenia, co powodowało dodatkowe straty w ludziach. Postępy Amerykanów były widoczne, ale związane z rosnącymi stratami po obu stronach.
Gdy amerykańskie natarcie utknęło u stóp pasma Kakazu, gen. Ushijima, za namową gen. Chō, zdecydował się na podjęcie kontruderzenia. Wieczorem 12 kwietnia oddziały 32 Armii zaatakowały Amerykanów na całym froncie. Był to ciężki, długotrwały i dobrze przygotowany atak. Po zawziętej walce wręcz napastnicy wycofali się, aby powtórzyć natarcie następnej nocy. Ostatnie uderzenie miało miejsce 14 kwietnia, ale i ono zostało krwawo odparte. Niepowodzenie doprowadziło sztab 32. Armii do przekonania, że linie amerykańskie są dość łatwe do sforsowania w nocnych atakach, ale przewaga ogniowa przeciwnika jest dla oddziałów japońskich – szczególnie w miejscach koncentracji na podstawach wyjściowych – zbyt duża, w związku z czym postanowił powrócić do dotychczasowej strategii obronnej.
27 Dywizja Piechoty, która lądowała 9 kwietnia, została skierowana na prawe skrzydło, na zachodnim wybrzeżu Okinawy. Gen. Hodge miał teraz w linii aż trzy dywizje, z 96. w centrum i 7. na lewej flance, przy czym każda z dywizji działała na froncie nie szerszym niż dwa kilometry.
Hodge rozpoczął nowe natarcie 19 kwietnia przy wsparciu 324 dział, największym w całej wojnie na Pacyfiku. Do nawały ogniowej dołączyły pancerniki, krążowniki i niszczyciele, którym towarzyszyły naloty 650 samolotów z lotniskowców obrzucających pozycje nieprzyjaciela bombami (w tym napalmowymi) i ostrzeliwujących je rakietami i seriami z karabinów maszynowych. Japońscy obrońcy przeczekali nawałę na przeciwstoku, gdzie byli relatywnie bezpieczni, wychodząc z jaskiń i zasypując wspinających się pod górę Amerykanów deszczem pocisków.
Natarcie czołgów na pasmo Kakazu, przeprowadzone bez odpowiedniego wsparcia piechoty w nadziei na przełamanie japońskiej obrony, zawiodło przy stracie 22 czołgów. I chociaż czołgi – miotacze płomieni pozbawiły życia wielu obrońców jaskiń, przełamania nie udało się uzyskać, a XXIV Korpus stracił 720 zabitych, rannych i zaginionych. Straty byłyby większe gdyby nie to, że Japończycy wszystkie swoje rezerwy trzymali na południu, gdzie 2 Dywizja Marines wciąż pozorowała przygotowania do lądowania na plażach Minatoga.
W ostatnich dniach kwietnia 1 Dywizja Marines zastąpiła w pierwszej linii 27 Dywizję Piechoty, zaś 77 Dywizja Piechoty zluzowała 7 Dywizję Piechoty. Gdy przybyła 6 Dywizja Marines, III Korpus Amfibijny usadowił się na prawym skrzydle, a dowodzenie objął sztab X Armii.
4 maja 32 Armia podjęła jeszcze jedno kontruderzenie. Tym razem Ushijima zamierzał przeprowadzić desant na tyłach Amerykanów. W tym celu działa artylerii japońskiej musiały zostać wydobyte z ich zamaskowanych stanowisk w jaskiniach i ustawione na otwartej przestrzeni. Były one w stanie wystrzelić 13 000 pocisków, ale ogień artylerii amerykańskiej zniszczył 19 dział 4 maja i kolejnych 40 w ciągu kolejnych dwóch dni. Do desantu w tej sytuacji nie doszło.

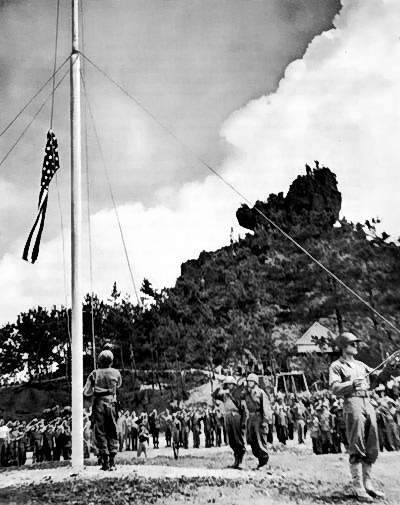
Amerykańska flaga nad Okinawą 22 czerwca 1945 roku

Gen. Buckner rozpoczął kolejny atak 11 maja, po dziesięciu dniach ciężkich walk. 13 maja pododdziały 96 Dywizji Piechoty i 763. batalionu czołgów zdobyły wzgórze zwane Conical Hill, wznoszące się około 160 m nad nadbrzeżną równiną Yonabaru i bronione zawzięcie przez tysiąc japońskich żołnierzy. Równocześnie, na przeciwległym brzegu wyspy, 6 Dywizja Marines zdobyła Sugar Loaf Hill. Wzięcie tych dwóch kluczowych pozycji dało Amerykanom wgląd w głąb pozycji linii Shuri z obu stron. Buckner miał nadzieję, że zdoła obejść skrzydła Shuri i zamknąć główne siły japońskie w kotle.
Z końcem maja nadeszła pora deszczów monsunowych, które zamieniły stoki wzgórz i drogi w grzęzawisko, powodując poważne problemy natury taktycznej, jak i medycznej. Pole bitwy zaczęło upodabniać się do tego z okresu I wojny światowej, gdzie wojska grzęzły w gęstym błocie, a drogi ewakuacji rannych na tyły stały się nieprzejezdne. Wojsko stacjonowało na terenach zalanych przez wodę, będących po części wysypiskiem śmieci, po części cmentarzyskiem. Niepogrzebane ciała Japończyków rozkładały się tonąc w błocie. Każdy, kto ześlizgnął się po błotnistym stoku, miał kieszenie i wszystkie zakamarki munduru pełne robactwa. Żołnierze walczący o Okinawę wspominają, że panowały tam bardzo nieprzyjazne warunki. Szalały choroby tropikalne, temperatura sięgała 40 °C, walczący nie mieli możliwości kąpieli, chodzili cały czas w jednym mundurze. Pili brudną wodę, prowiant bardzo szybko stawał się niezdatny do spożycia.
29 maja gen. Pedro del Valle, ówczesny dowódca 1 Dywizji Marines, nakazał kompanii A (1. batalionu 5 Dywizji Marines) zdobycie zamku Shuri. Zajęcie zamku miało znaczenie strategiczne i psychologiczne, a dla Japończyków było punktem zwrotnym całej kampanii. Del Valle otrzymał Distinguished Service Medal za znakomite dowodzenie w walce i za zdobycie Okinawy. Tymczasem zamek znajdował się poza terenem działań 1 Dywizji Marines i tylko gwałtownym wysiłkom dowództwa 77 Dywizji Piechoty marines zawdzięczali wstrzymanie bombardowania przez własne lotnictwo i ostrzału artylerii.
Niezależnie od tego, czy było to efektem dobrego maskowania obrońców, czy też „mgły wojennej”, Buckner nie zauważył cofania się Japończyków ku ich ostatniej linii obrony na półwyspie Kiyan. W trakcie nadal ostrożnie prowadzonej ofensywy Amerykanie natknęli się na pozostawione przez Japończyków wielkie zapasy broni i amunicji, co bardzo osłabiło obrońców i w ostateczności doprowadziło do ich pogromu w końcowym stadium bitwy, w tym także do śmierci tysięcy cywilów.
4 czerwca zaledwie około 30 tys. niemal bezbronnych (większość broni ciężkiej, a nawet osobistej stracono podczas ucieczki) żołnierzy pozostawało jeszcze w szeregach 32. Armii, w tym mniej niż 20% zdolnych do walki. W tej sytuacji wyspa została zdobyta 21 czerwca 1945 r., aczkolwiek część japońskich żołnierzy, w tym przyszły gubernator prefektury Okinawa Masahide Ōta, walczyła jeszcze przez kilka tygodni.
Ushijima i Chō popełnili rytualne seppuku w swej kwaterze głównej na Wzgórzu 89 w ostatnich godzinach walk. Płk Yahara prosił Ushijimę o zezwolenie na popełnienie samobójstwa, ale generał odmówił, mówiąc: Jeśli pan umrze nie zostanie nikt, kto będzie znał prawdę o bitwie o Okinawę. Proszę wziąć na siebie wstyd (za poddanie się), ale spożytkować tę szansę. To rozkaz dowódcy armii. Yahara był najwyższym stopniem oficerem japońskim, który przeżył walki na Okinawie, a po latach napisał książkę zatytułowaną Bitwa o Okinawę.

### Hekatomba ludności cywilnej
Rdzenna ludność Okinawy bardzo ucierpiała, zarówno w wyniku działań zbrojnych, jak i masowych samobójstw popełnianych na skutek propagandy japońskiej zapowiadającej, że z rąk Amerykanów czeka mieszkańców los gorszy od śmierci. Oblicza się, że zginęło co najmniej 140 tysięcy cywilów.